# راز اتاق قفل‌شده

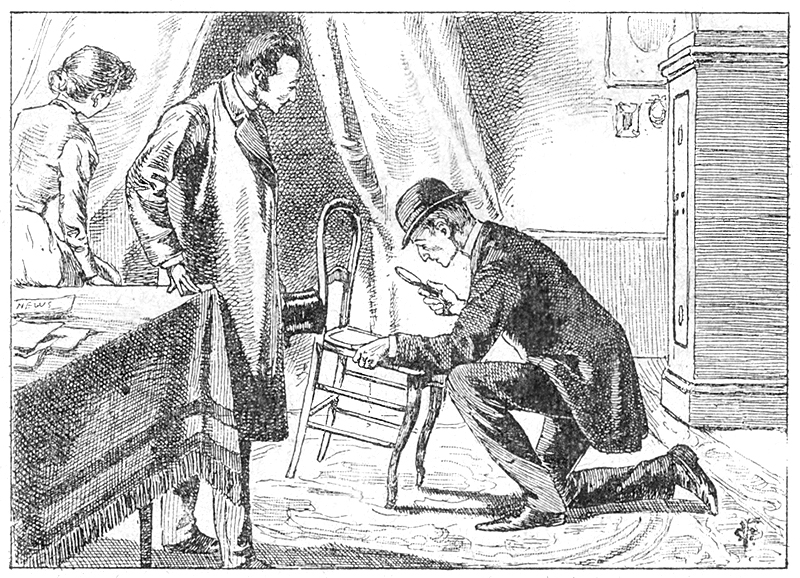
کارآگاه شرلوک هولمز در داستان «"ماجرای نوار خال‌دار"» (۱۸۹۲) به دنبال سرنخ‌هایی از قتل در اتاقی می‌گردد که در آن داستان در از داخل قفل شده بود.

راز «اتاق قفل‌شده» یا «جرم غیرممکن» (انگلیسی: Locked-room mystery) نوعی از جرم است که در داستان‌های جنایی و کارآگاهی دیده می‌شود. جرم مورد نظر، که معمولاً قتل است («قتل اتاق قفل‌شده»)، در شرایطی رخ می‌دهد که به نظر می‌رسد ورود عامل جرم به صحنه، انجام جرم و خروج او بدون شناسایی غیرممکن باشد. این جرم معمولاً شامل موقعیتی است که در آن مهاجم نمی‌توانسته آنجا را ترک کند؛ برای مثال، «اتاق قفل‌شده» اصلی و تحت‌اللفظی: یک قربانی قتل که در اتاقی بدون پنجره که در زمان کشف از داخل قفل شده بود، یافت می‌شود. بر اساس دیگر قراردادهای داستان‌های کارآگاهی کلاسیک، معمولاً معما و همه سرنخ‌ها به خواننده ارائه می‌شود و او تشویق می‌شود تا پیش از افشای راه‌حل در اوج دراماتیک داستان، معما را حل کند.
برداشت اولیه از جنایت در اتاق قفل‌شده این است که عامل جرم موجودی خطرناک و فراطبیعی است که می‌تواند قوانین طبیعت، مانند عبور از دیوارها یا ناپدید شدن را نقض کند. نیاز به توضیحی منطقی برای جرم همان چیزی است که قهرمان اصلی داستان را وادار می‌کند تا فراتر از این ظواهر بنگرد و معما را حل کند.